# Sehested Fjord
Sehested Fjord är en fjord i Grönland (Kungariket Danmark).   Den ligger i kommunen Sermersooq, i den södra delen av Grönland, 500 km öster om huvudstaden Nuuk.

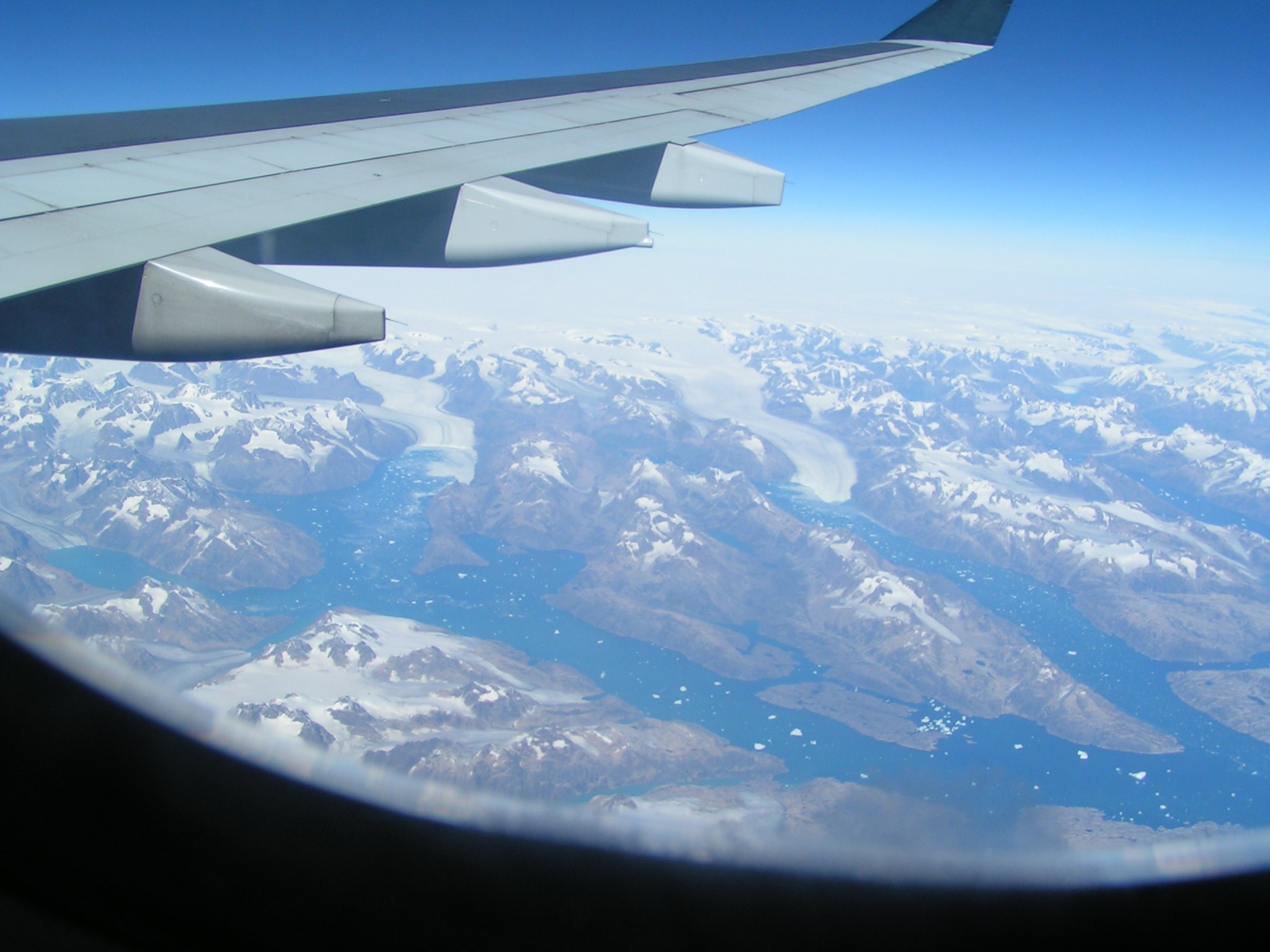
Sehested Fjord (höger)
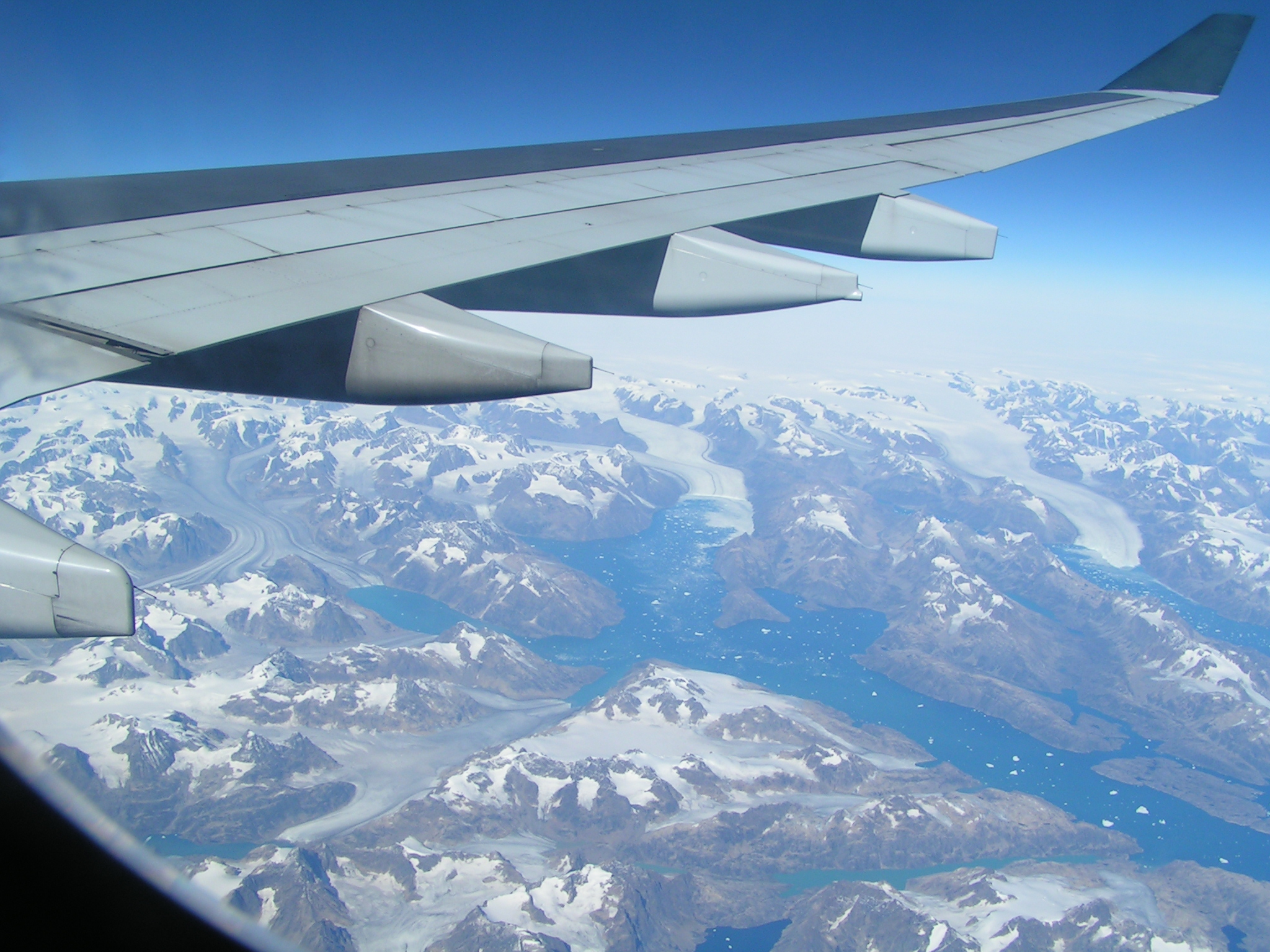
Sehested Fjord (höger)
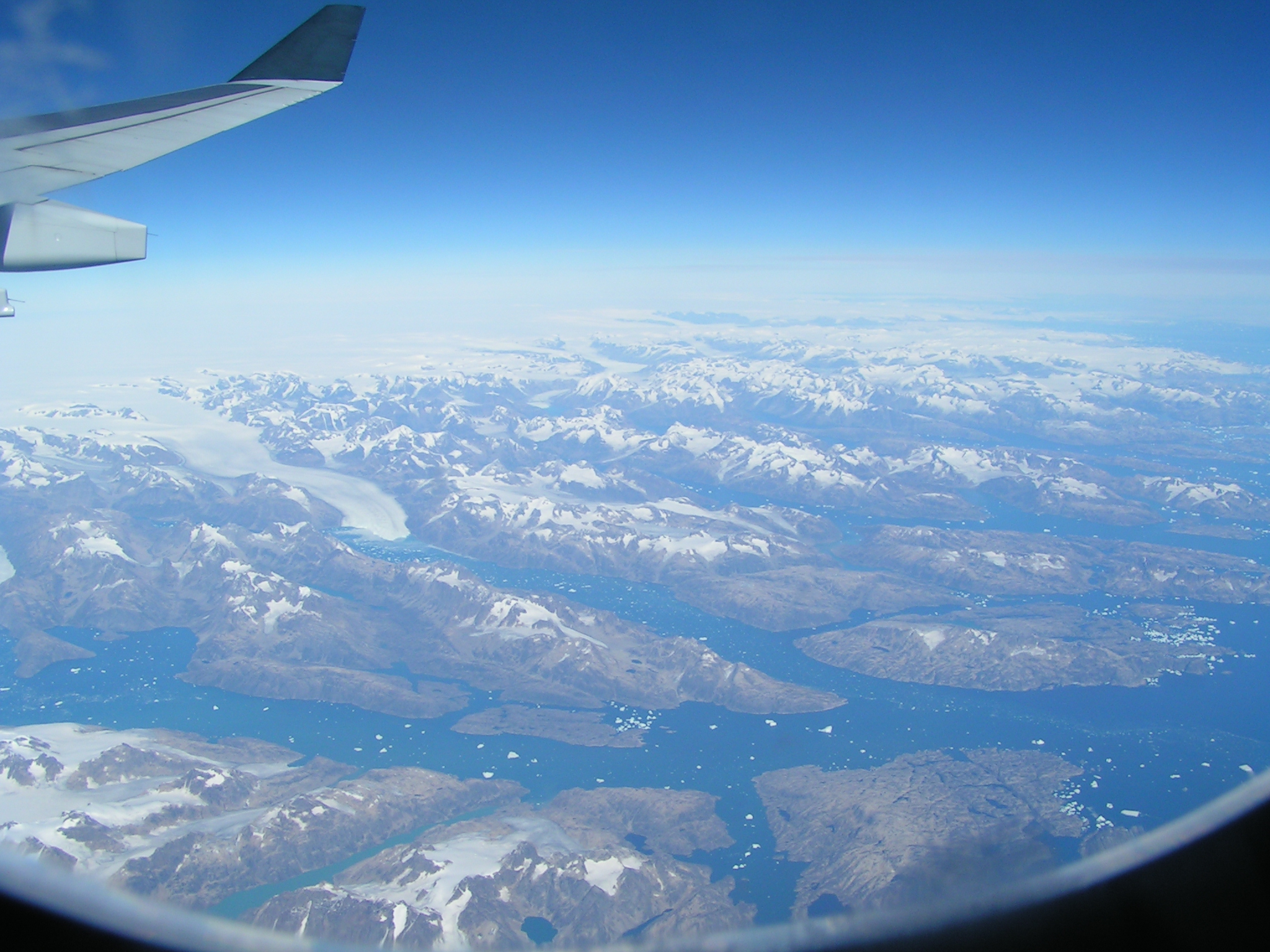
Sehested Fjord (mitten) och Uiivaq